# John Cassin

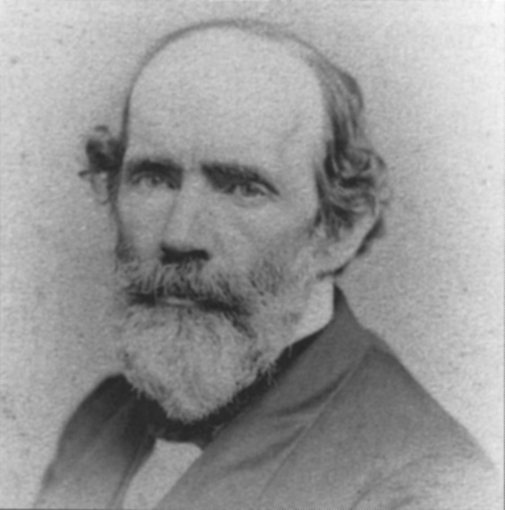
John Cassin

John Cassin (* 6. September 1813 im Chester County, Pennsylvania; † 10. Januar 1869 in Philadelphia) war ein US-amerikanischer Ornithologe.

## Leben
Er wird zu den größten amerikanischen Ornithologen gerechnet und beschrieb 198 Vögel, die früher nicht einmal von Alexander Wilson oder John James Audubon erwähnt wurden. 1834 wurde er Bewohner von Philadelphia und widmete, nachdem er einige Jahre als Kaufmann gearbeitet hatte und offizielle Pflichten ausgeführt hatte, den Rest seines Lebens dem Studium der Vogelkunde.
1852 wurde er zum Mitglied der American Philosophical Society gewählt. Bereits 1853 wird er von Carl Friedrich Ludwig Hartlaub (1793–1879) als Ehrenmitglied der Deutschen Ornithologen-Gesellschaft vorgeschlagen und schließlich auch gewählt.

## Werke
- Illustrations of the Birds of California, Texas, Oregon, British and Russian America (1853–56) ISBN 0-87611-107-X
- Birds of North America (1860) – zusammen mit Spencer Fullerton Baird und  George Newbold Lawrence.
- Descriptions of all North American Birds not given by Former American Authorities (Philadelphia, 1858)
- Birds of Chile (1855)
- Ornithology of the United States Exploring Expedition (Washington, 1845)
- Ornithology of Gillies’s Astronomical Expedition to Chili (1855)
- Ornithology of the Japan Expedition (1856)
- Explorations and Survey for a Railroad Route from the Mississippi to the Pacific Ocean (1858)